# Crystal Glacier
Der Crystal Glacier (dt. „Kristall-Gletscher“) ist ein Gletscher im North Cascades National Park im US-Bundesstaat Washington an den Südhängen des Mount Shuksan. Er fließt über 1,25 mi (2 km) genau östlich des Gipfels des Mount Shuksan von 2.499 Metern auf 1.768 Meter Höhe herab. Nahe seinem Ursprungspunkt ist der Crystal Glacier mit dem größeren Sulphide Glacier im Westen verbunden, außerdem an seinen oberen Grenzen mit dem East Nooksack Glacier und dem Hanging Glacier. Sowohl Crystal als auch Sulphide Glacier haben eine Serie von 300 ft (91 m) bis 1.000 ft (305 m) hohen Kaskaden, die gemeinsam als Sulphide Basin Falls bekannt sind. Unterhalb dieser Kaskaden liegt der Sulphide Lake, welcher über die Sulphide Creek Falls, mit 2.200 ft (671 m) einen der höchsten Wasserfälle in Nordamerika, entwässert.